# Andrew Fabian
Andrew Christopher Fabian OBE FRS (né le 20 février 1948) est un astronome et astrophysicien britannique. Il est directeur de l'Institut d'astronomie de l'Université de Cambridge de 2013 à 2018. Il est professeur de recherche de la Royal Society à l'Institut d'astronomie de Cambridge de 1982 à 2013 et vice-maître du Darwin College de Cambridge de 1997 à 2012. Il est président de la Royal Astronomical Society de mai 2008 à 2010.

## Biographie
Fabian fait ses études au King's College de Londres (BSc, Physics) et au Laboratoire de science spatiale Mullard de l'University College de Londres (PhD).
Fabian est professeur d'astronomie au Gresham College, poste dans lequel il donne des conférences publiques gratuites dans la ville de Londres entre 1982 et 1984 . Il est rédacteur en chef de la revue d'astronomie Monthly Notices of the Royal Astronomical Society de 1994 à 2008 .
Ses domaines de recherche comprennent les Amas de galaxies, les noyaux galactiques actifs, la forte gravité, les trous noirs et le fond X. Il a également travaillé sur les binaires à rayons X, les étoiles à neutrons et les restes de supernova dans le passé. Une grande partie de ses recherches porte sur l'astronomie des rayons X et l'astrophysique des hautes énergies. Il participe à la découverte de larges raies de fer émises par des noyaux actifs de galaxies, pour lesquelles il reçoit conjointement le Prix Bruno-Rossi. Il est l'auteur de plus de 1000 articles référencés  et chef du groupe d'astronomie des rayons X à l'Institut d'astronomie .
Fabian reçoit le prix Dannie-Heineman d'astrophysique de l'Union américaine d'astronomie en 2008, la médaille d'or de la Royal Astronomical Society en 2012, et le prix Kavli d'astrophysique en 2020 .
En 2016, il est élu associé étranger de l'Académie nationale des sciences et reçoit la Médaille Bruce de la Société astronomique du Pacifique .